# Юкаменський район
Юка́менський район (рос. Юкаменский район, удм. Юкамен ёрос) — муніципальний округ у складі Удмуртської Республіки Російської Федерації. Адміністративний центр — село Юкаменське.

## Географія
Округ розташований на крайньому північному заході республіки. Його площа становить 1 016,09 км² і з цим показником він займає 21 місце серед усіх округів (їх 25) Удмуртії. Він межує із Кіровською областю — на заході з Фальонським та Унинським; та з іншими округами Удмуртії — Ярським на півночі, Глазовським на сході і Красногорським на півдні.
Юкаменський район розташований на сході Східноєвропейської рівнини, в межах Красногорської височини.

## Населення
Населення — 8368 осіб (2019, 10207 у 2010, 11947 у 2002).
Національний склад (станом на 2002 рік) — 48,2 % — удмурти, 19,5 % — татари, 16,1 % — росіяни, 15,1 % — бесерм'яни.

## Історія
Юкаменський район був утворений 15 липня 1929 року з 17 сільрад Юкаменської, Єжовської та Кур'їнської волостей Глазовського повіту. В 1931-1935 роках до району був приєднаний ліквідований Святогорський район. 1963 року сам район був ліквідований, а його територія увійшла до складу Глазовського району. 3 січня 1967 року Юкаменський район був відновлений у своїх межах.
1 квітня 2021 року район перетворено в муніципальний округ зі збереженням старої назви та з ліквідацією усіх сільських поселень:
| Поселення                         | Площа, км² | Населення, осіб (2002) | Населення, осіб (2010) | Населення, осіб (2019) | Центр      | Населені пункти |
| --------------------------------- | ---------- | ---------------------- | ---------------------- | ---------------------- | ---------- | --- |
| Верх-Унинське сільське поселення  | 69,38      | 690                    | 564                    | 403                    | Верх-Уні   | село Верх-Уні, присілки Антропіха, Дороніно, Лялино, Усть-Лекма, Шафеєво                                                                                       |
| Єжовське сільське поселення       | 153,15     | 1449                   | 1346                   | 1058                   | Єжово      | село Єжово, присілки Бали, Бугашур, Верхня Пажма, Кичен, Матвієво, Нижня Пажма, Пасшур, Починки, Сидорово, Татарські Ключі, Тилис, Усть-Лем, починок Єжовський |
| Єртемське сільське поселення      | 109,40     | 585                    | 417                    | 334                    | Єртем      | присілки Байран, Воронино, Єртем, Зілай, Зянкіно, Муллино, Сига, Старий Безум, Тарсаки                                                                         |
| Засіковське сільське поселення    | 136,48     | 1411                   | 1130                   | 824                    | Засіково   | присілки Бадеро, Великий Веніж, Верхній Дасос, Жувам, Засіково, Зямбай, Іманай, Каменне, Кесшур, Коксі, Малий Веніж, Малий Дасос, Митрошата, Тутаєво           |
| Палагайське сільське поселення    | 54,43      | 572                    | 554                    | 444                    | Палагай    | присілки Гулекшур, Золотарьово, Палагай |
| Пишкетське сільське поселення     | 153,78     | 1180                   | 841                    | 615                    | Пишкет     | село Пишкет, присілки Деряги, Ешмет, Істошур, Кельдики, Порово, Турчино, Філімоново                                                                            |
| Шамарданівське сільське поселення | 110,81     | 1027                   | 636                    | 472                    | Шамардан   | присілки Абашево, Біляново, Кочуково, Новоєлово, Шамардан, виселок Лемський, починок Глазовський                                                               |
| Юкаменське сільське поселення     | 232,30     | 5033                   | 4719                   | 4218                   | Юкаменське | село Юкаменське, присілки Єшмаково, Жуки, Камки, Колбенки, Куркан, Ляпино, Мустай, Одинці, Ситники, Уні-Гучин, Чурашур                                         |

## Населені пункти
До складу округу входять 73 сільських населених пункти:
| Населений пункт           | Населення, осіб (2002) | Населення, осіб (2010) |
| ------------------------- | ---------------------- | ---------------------- |
| Абашево, присілок         | 104                    | 58                     |
| Антропіха, присілок       | 50                     | 40                     |
| Бадеро, присілок          | 99                     | 81                     |
| Байран, присілок          | 9                      | 2                      |
| Бали, присілок            | 89                     | 38                     |
| Біляново, присілок        | 47                     | 35                     |
| Бугашур, присілок         | 34                     | 19                     |
| Великий Веніж, присілок   | 96                     | 69                     |
| Верхній Дасос, присілок   | 15                     | 12                     |
| Верхня Пажма, присілок    | 94                     | 70                     |
| Верх-Уні, село            | 377                    | 314                    |
| Воронино, присілок        | 25                     | 0                      |
| Глазовський, починок      | 26                     | 16                     |
| Гулекшур, присілок        | 108                    | 91                     |
| Деряги, присілок          | 36                     | 12                     |
| Дороніно, присілок        | 48                     | 36                     |
| Ешмет, присілок           | 30                     | 15                     |
| Єжово, село               | 629                    | 556                    |
| Єжовський, починок        | 58                     | 48                     |
| Єртем, присілок           | 178                    | 134                    |
| Єшмаково, присілок        | 54                     | 70                     |
| Жувам, присілок           | 266                    | 213                    |
| Жуки, присілок            | 34                     | 20                     |
| Засіково, присілок        | 263                    | 236                    |
| Зілай, присілок           | 11                     | 3                      |
| Золотарьово, присілок     | 5                      | 6                      |
| Зямбай, присілок          | 15                     | 7                      |
| Зянкіно, присілок         | 198                    | 164                    |
| Іманай, присілок          | 83                     | 51                     |
| Істошур, присілок         | 33                     | 24                     |
| Каменне, присілок         | 20                     | 17                     |
| Камки, присілок           | 191                    | 155                    |
| Кельдики, присілок        | 188                    | 102                    |
| Кесшур, присілок          | 74                     | 48                     |
| Кичен, присілок           | 91                     | 77                     |
| Коксі, присілок           | 51                     | 35                     |
| Колбенки, присілок        | 22                     | 14                     |
| Кочуково, присілок        | 54                     | 45                     |
| Куркан, присілок          | 43                     | 43                     |
| Лемський, виселок         | 20                     | 13                     |
| Лялино, присілок          | 9                      | 6                      |
| Ляпино, присілок          | 80                     | 58                     |
| Малий Веніж, присілок     | 221                    | 196                    |
| Малий Дасос, присілок     | 47                     | 44                     |
| Матвієво, присілок        | 14                     | 0                      |
| Митрошата, починок        | 51                     | 34                     |
| Муллино, присілок         | 38                     | 27                     |
| Мустай, присілок          | 24                     | 21                     |
| Нижня Пажма, присілок     | 57                     | 38                     |
| Новоєлово, присілок       | 310                    | 258                    |
| Одинці, присілок          | 60                     | 49                     |
| Палагай, присілок         | 459                    | 457                    |
| Пасшур, присілок          | 24                     | 14                     |
| Пишкет, село              | 612                    | 512                    |
| Порово, присілок          | 44                     | 21                     |
| Починки, присілок         | 264                    | 251                    |
| Сига, присілок            | 32                     | 28                     |
| Сидорово, присілок        | 6                      | 0                      |
| Ситники, починок          | 4                      | 2                      |
| Старий Безум, присілок    | 55                     | 34                     |
| Тарсаки, присілок         | 39                     | 25                     |
| Татарські Ключі, присілок | 208                    | 187                    |
| Тилис, присілок           | 30                     | 19                     |
| Турчино, починок          | 162                    | 86                     |
| Тутаєво, присілок         | 110                    | 87                     |
| Уні-Гучин, присілок       | 59                     | 51                     |
| Усть-Лекма, присілок      | 6                      | 0                      |
| Усть-Лем, присілок        | 37                     | 29                     |
| Філімоново, присілок      | 75                     | 69                     |
| Чурашур, присілок         | 136                    | 132                    |
| Шамардан, присілок        | 280                    | 211                    |
| Шафеєво, присілок         | 200                    | 168                    |
| Юкаменське, село          | 4326                   | 4104                   |

## Господарство
Район є сільськогосподарським, на рослинництво припадає 15 %, на тваринництво 77 %.